# Blitterswijck
Blitterswijck (Noord-Limburgs: Blitterswik) is een dorp aan de Maas in Noord-Limburg, ongeveer 20 km ten noorden van Venlo. Sinds 2010 hoort het bij de gemeente Venray.
Het dorp telde op 1 januari 2023 1.200 inwoners en maakte deel uit van de voormalige gemeente Meerlo-Wanssum. Daarvoor, tot 1969, was het deel van de voormalige gemeente Meerlo.

## Geschiedenis
Blitterswijck werd voor het eerst vermeld in 1242. De oudste akte op naam van de schepenen van Blitterswijck dateert van 14 april 1360. De akten werden gezegeld door de schout of de heer. Kort voor 1670 werd een eigen schepenbankzegel ingevoerd, met de kerkpatrones de Heilige Maagd Maria dragende op haar linkerarm Jezus als kind. In haar rechterarm houdt ze een scepter die op haar schouder rust. Het omschrift is Blitterswick.
Het dorp lag in Opper-Gelre en maakte deel uit van het Land van Kessel, dat de Hertog van Gelre -en later de Spaanse Koning als zijn opvolger vanaf 1543 toebehoorde. Toen het Spaanse koningshuis uitstierf, volgde de Spaanse Successieoorlog die er toe leidde dat ook Blitterswijck door de Pruisen werd bezet en formeel in 1713 Pruisisch werd. Dit bleef zo totdat de Fransen in 1794 Pruisisch-Gelre veroverden. In 1796 werden de heerlijke rechten en schepenbanken door de Fransen afgeschaft en vervangen door andere bestuursvormen. Bij de totstandkoming van het Koninkrijk der Nederlanden (2 december 1813) werd Blitterswijck hiervan onderdeel. Bij de Belgische onafhankelijkheidsstrijd (1830) koos dit gebied echter voor aansluiting met België en kwam het via het vredesverdrag van Londen in 1839 bij de Duitse Bond, waar in 1866 uit werd gestapt. Sinds die tijd is Blitterswijck definitief bij Nederland gevoegd.
In 1776 werden de heerlijkheden Blitterswijck en Wanssum samengevoegd. Tot 1969 behoorde Blitterswijck tot de gemeente Meerlo, en werd toen bij Wanssum gevoegd, waarop de gemeente Meerlo-Wanssum ontstond. In 2010 werd deze gemeente bij Venray gevoegd.

## Bezienswaardigheden

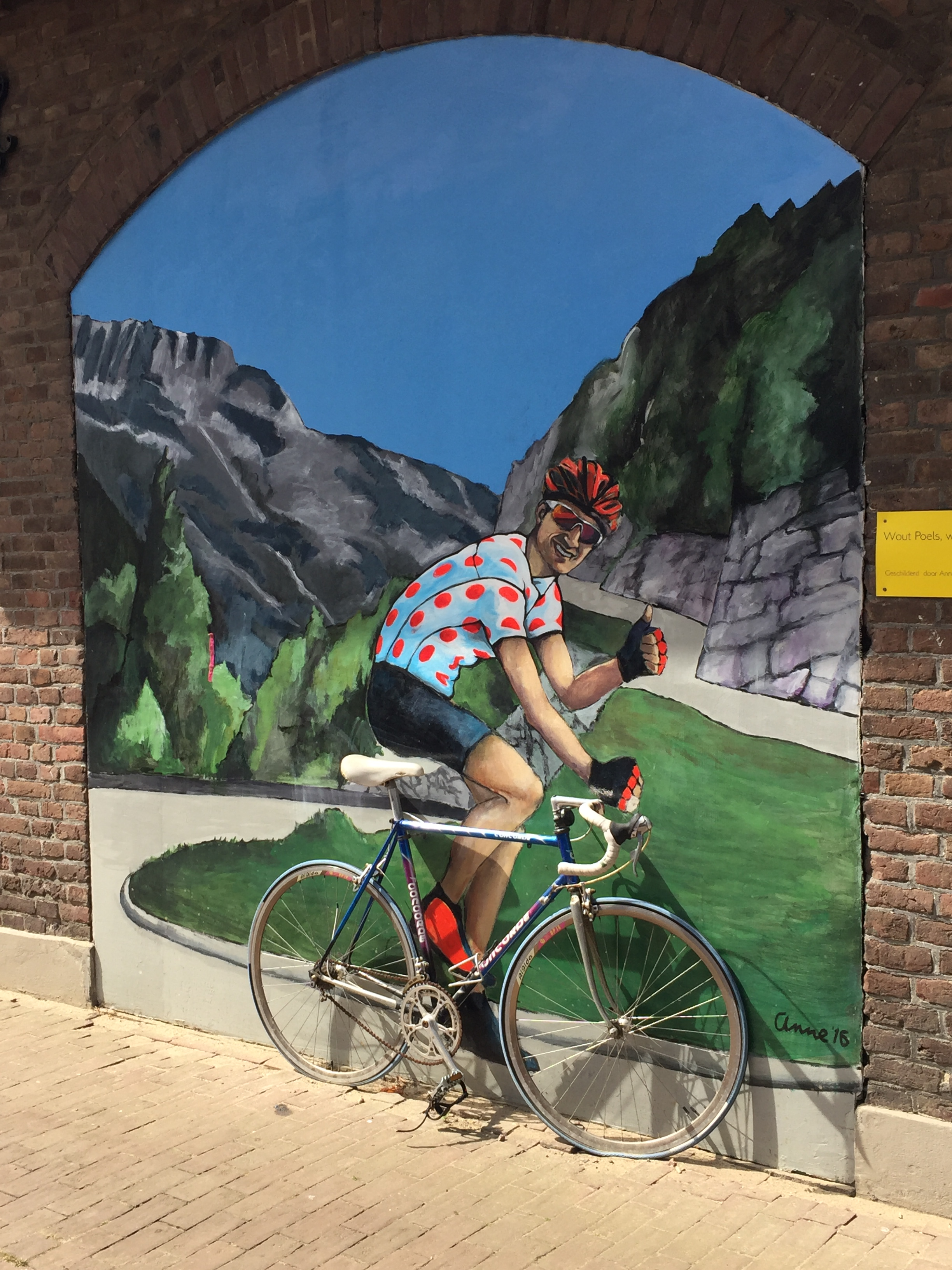
Muurschildering van Wout Poels met fiets, door Anne Baeyen, in Blitterswijck (2021)

- De ruïne van Kasteel Blitterswijck
- Onze-Lieve-Vrouw Geboortekerk, uit de 15e eeuw en 1951.
- Heilig Hartbeeld (Blitterswijck)
- Protestantse kerk, uit 1828.
- Sint-Annakapel, uit 1833.
- Mariakapel, uit 1860.
- Boerderij Wijnhoverhof aan Ooijenseweg 5, uit 1790

## Musea
- Expositie 40-45, een particulier museum over de Tweede Wereldoorlog.

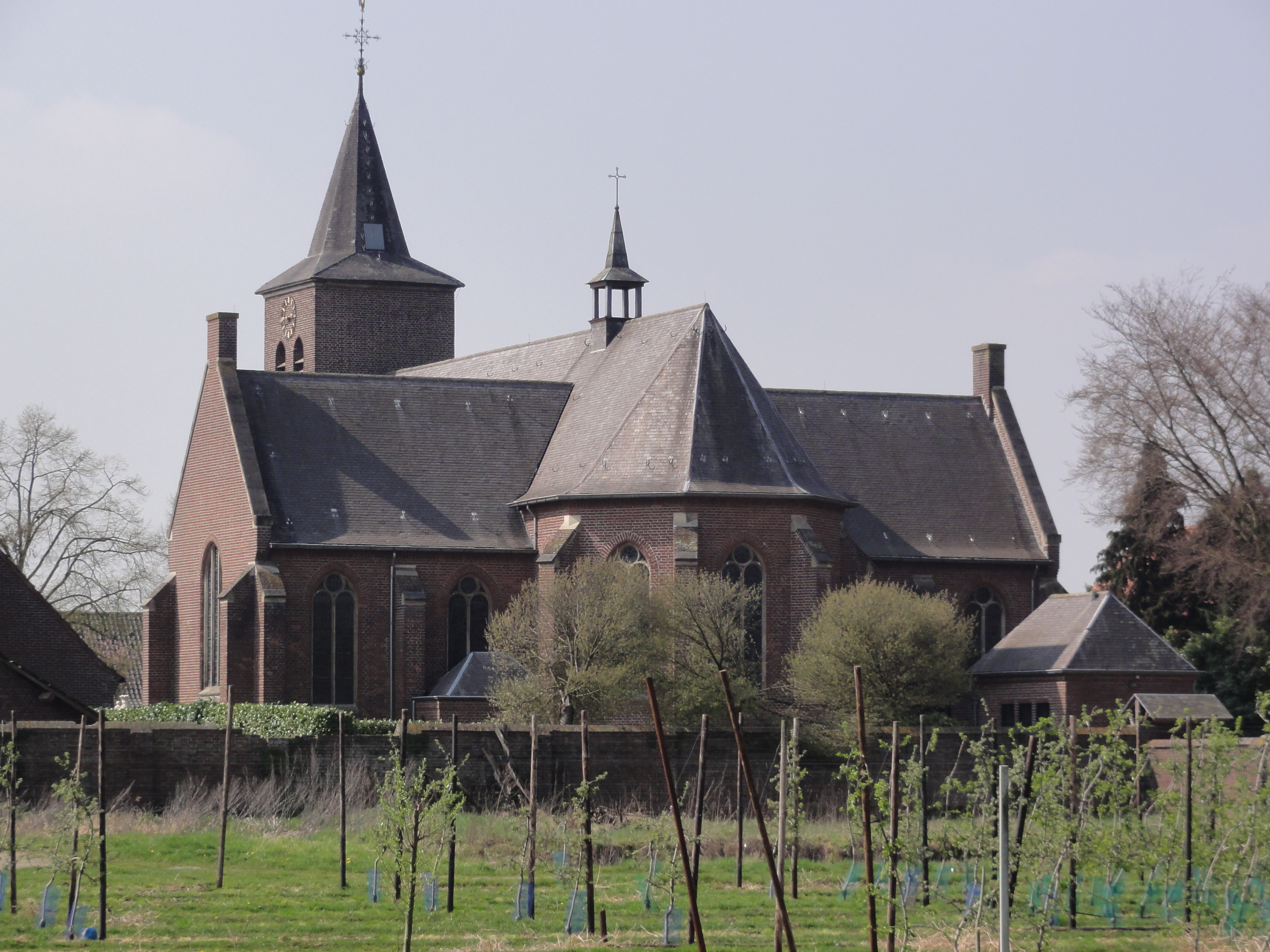
O.L.V. Geboortekerk
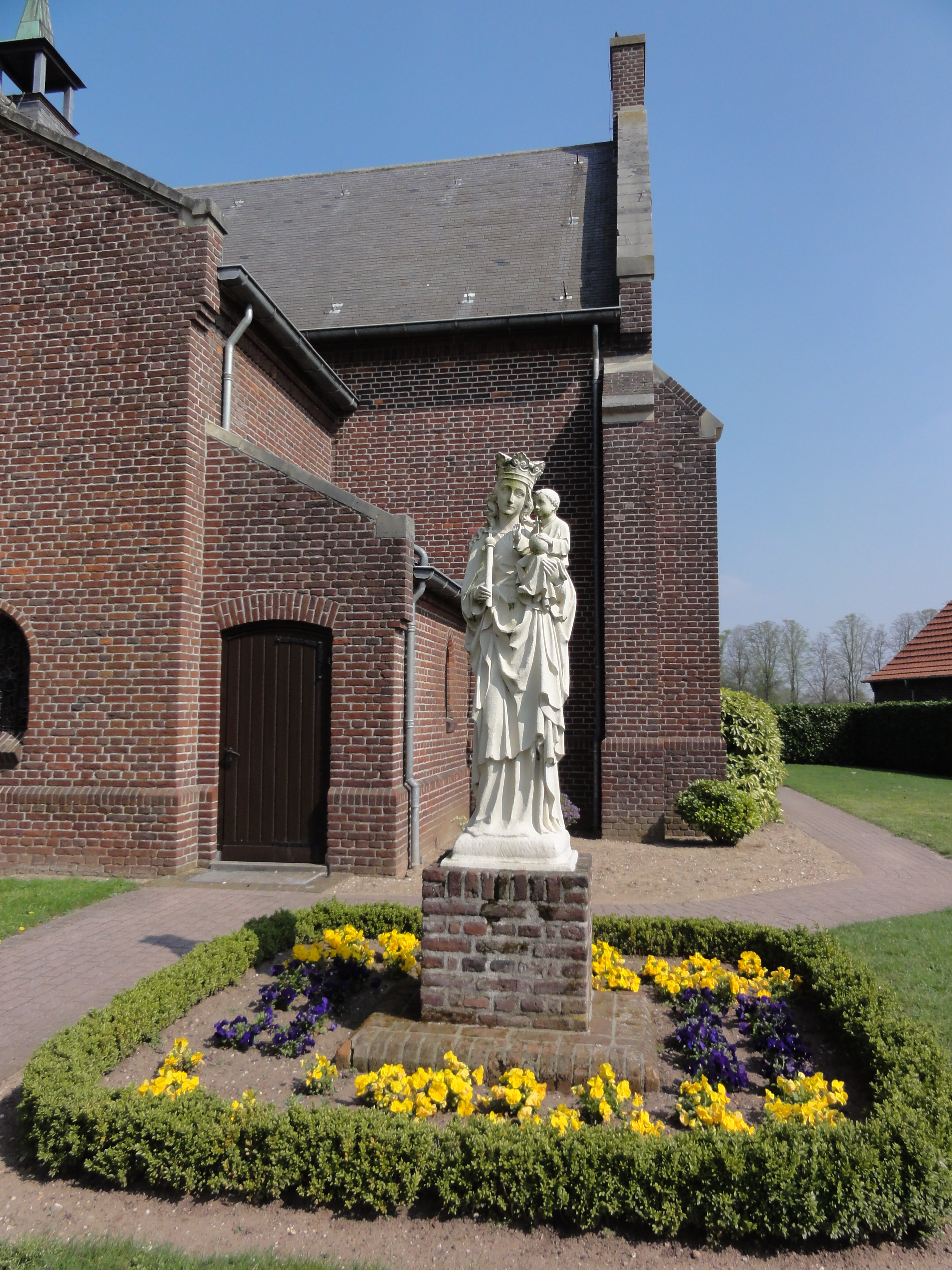
O.L.V. Geboortekerk buitenbeeld Maria koningin met kind
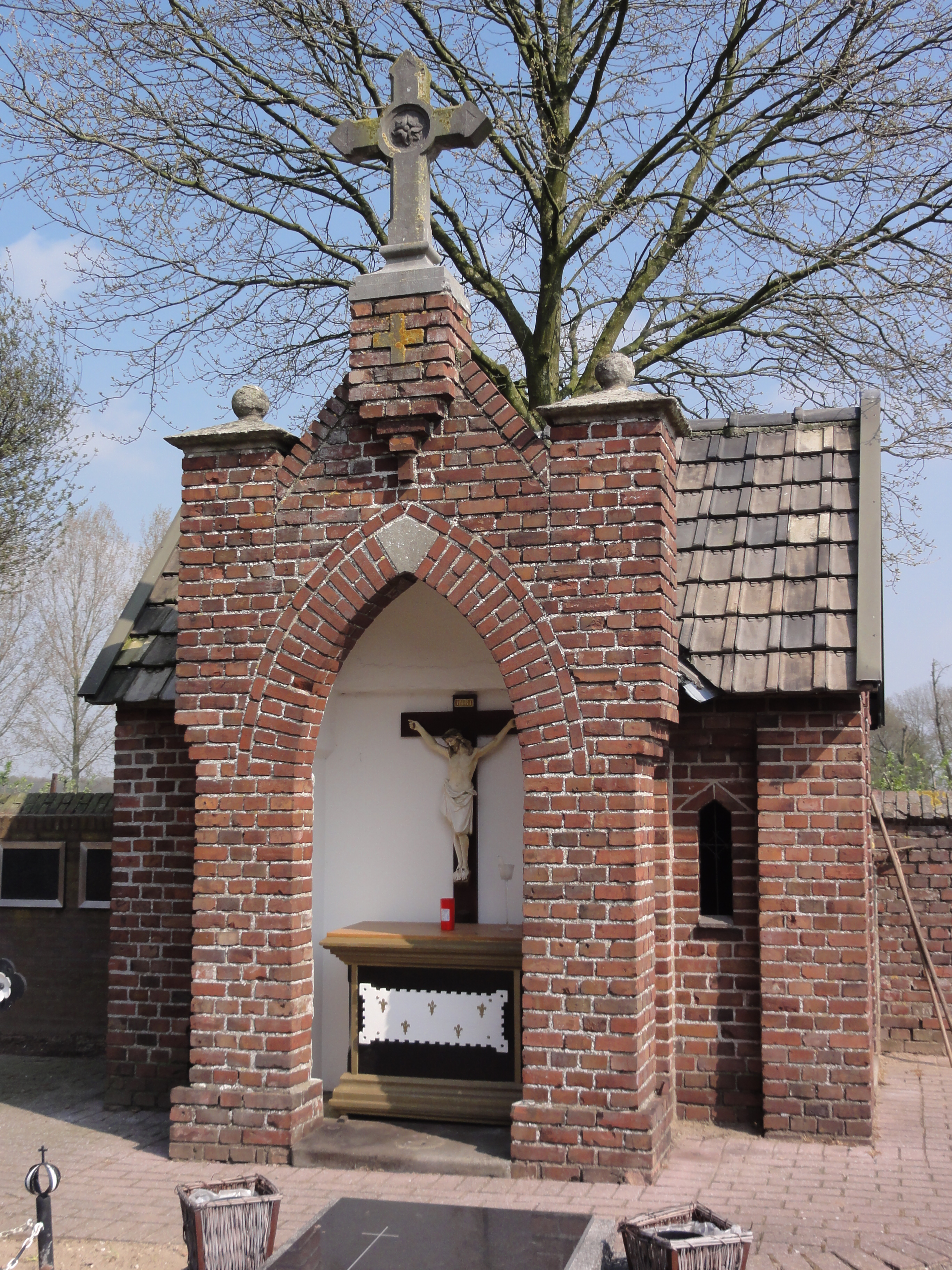
kerkhof baarhuisje met kruisbeeld
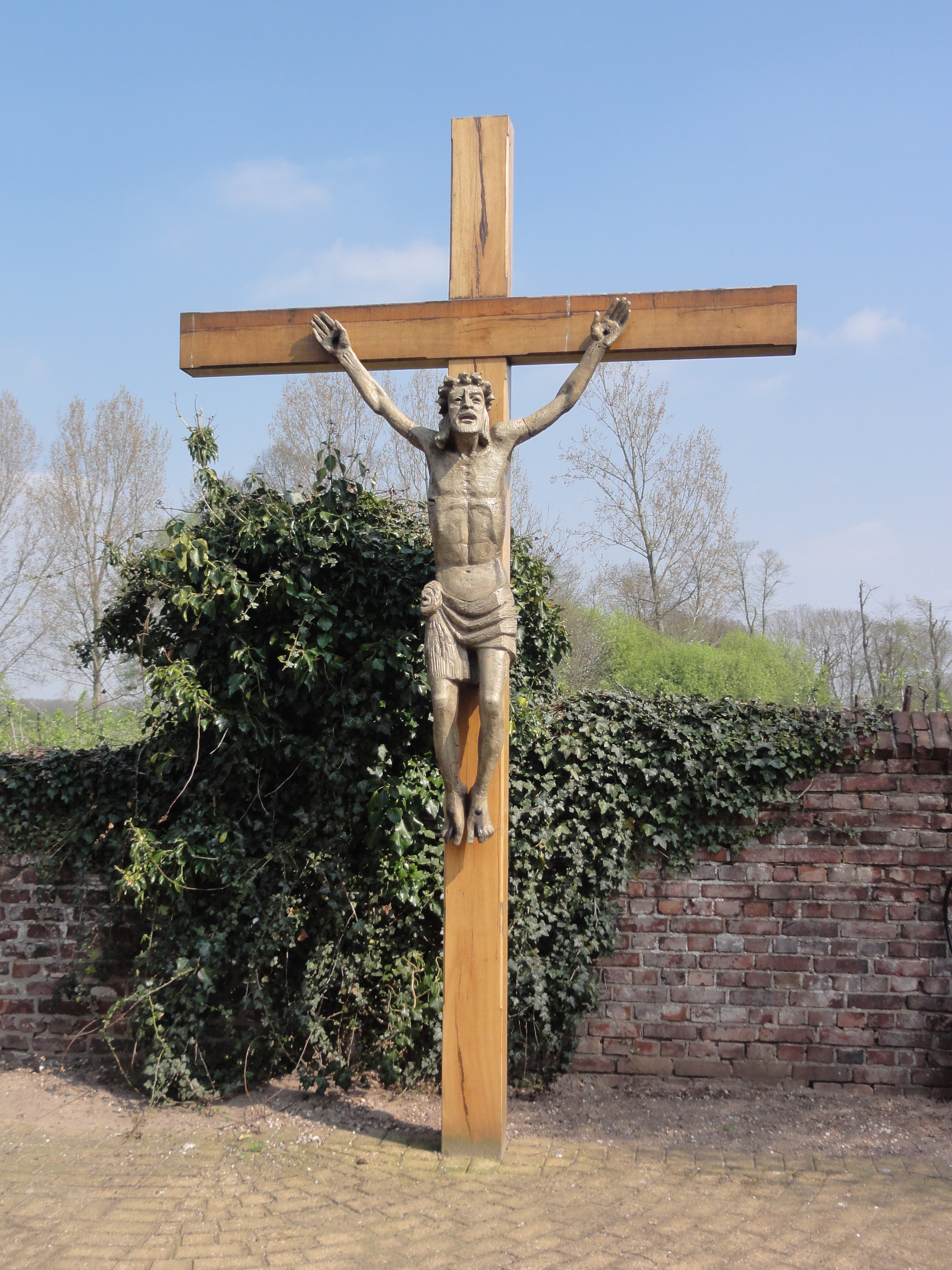
kerkhof calvariebeeld
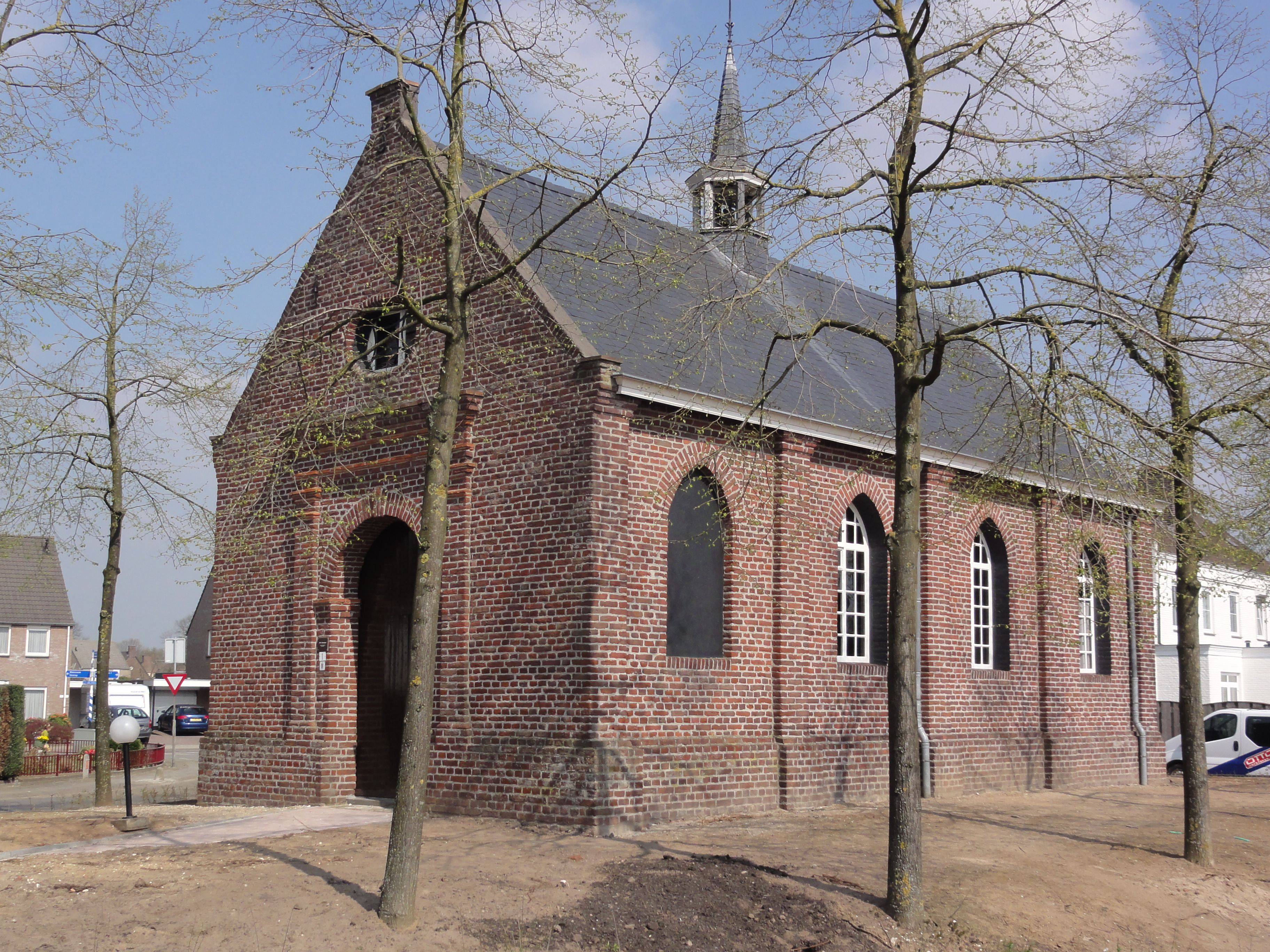
St.Annakapel, Beeteweg
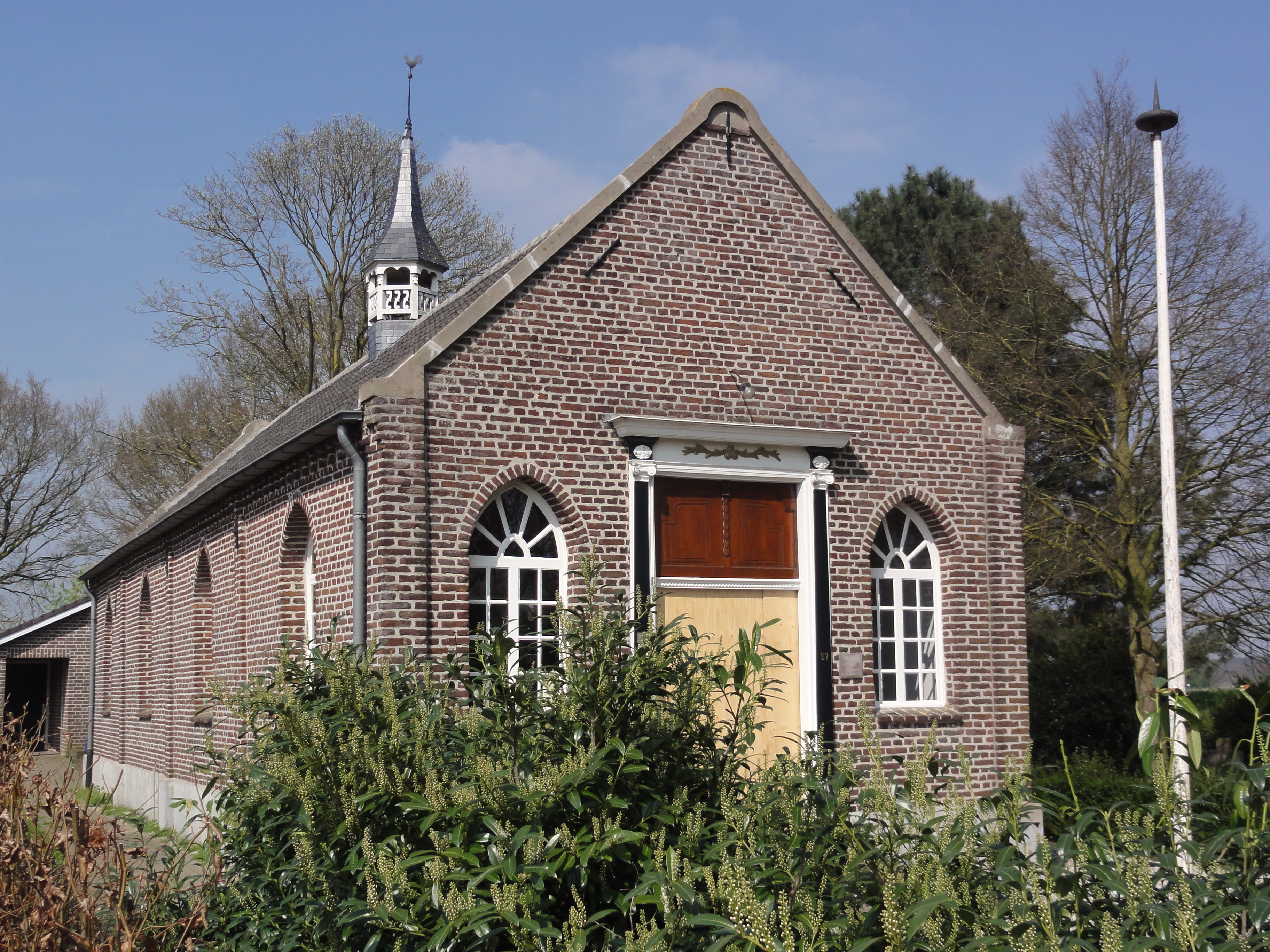
NH kerkje
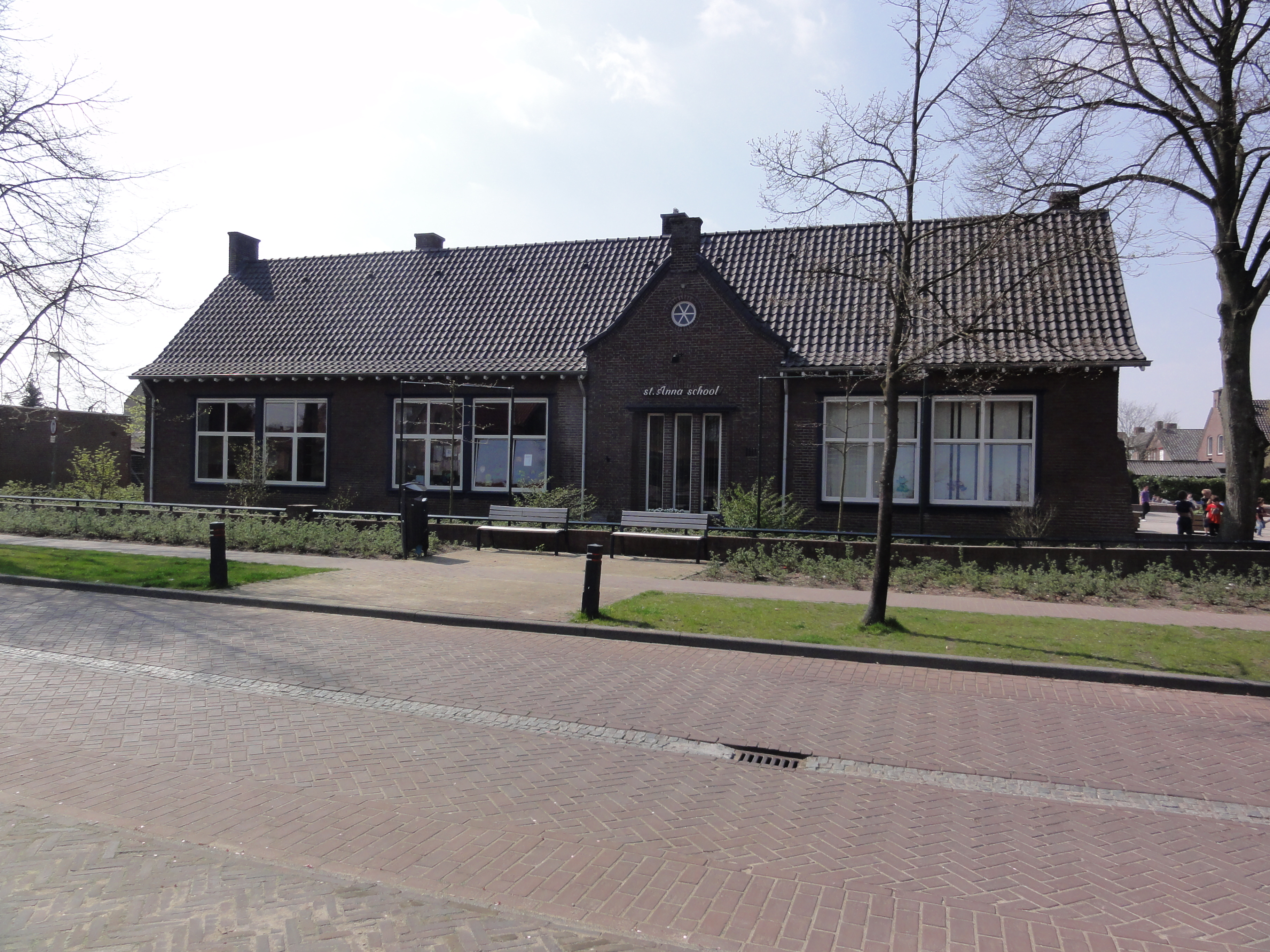
Basisschool
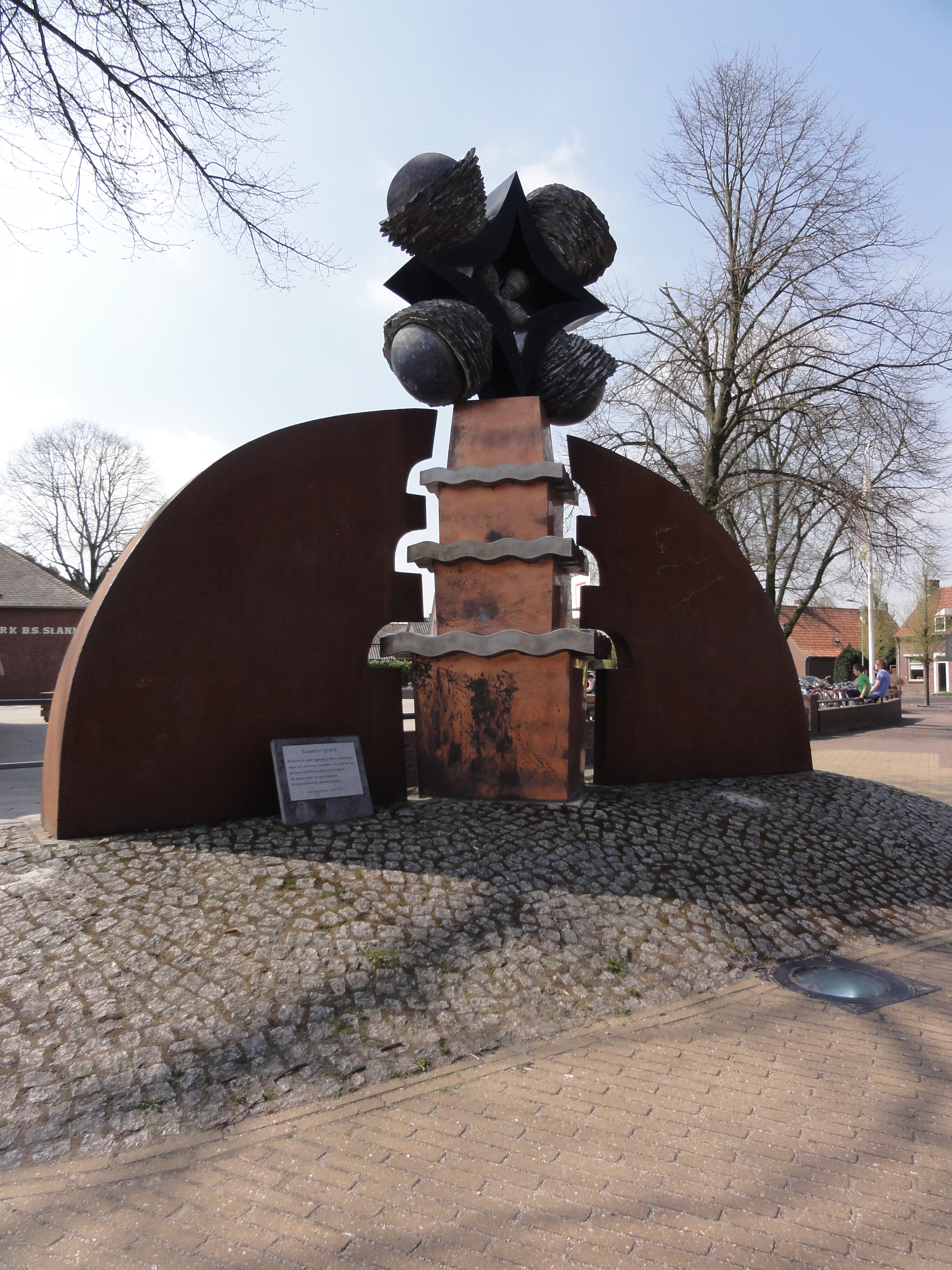
sculptuur Saamhorigheid, door Jos Beurskens, 2007
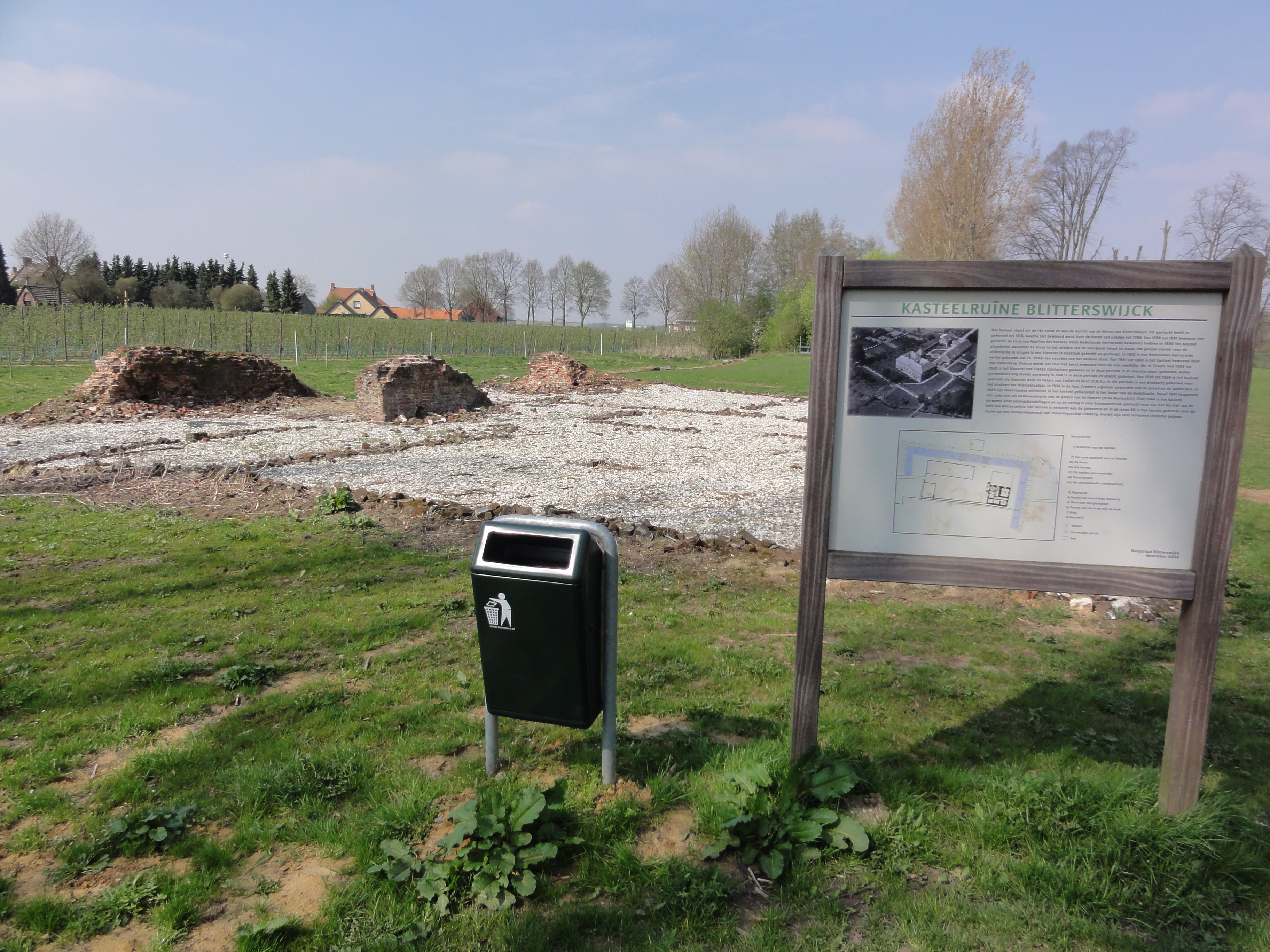
kasteelruïne
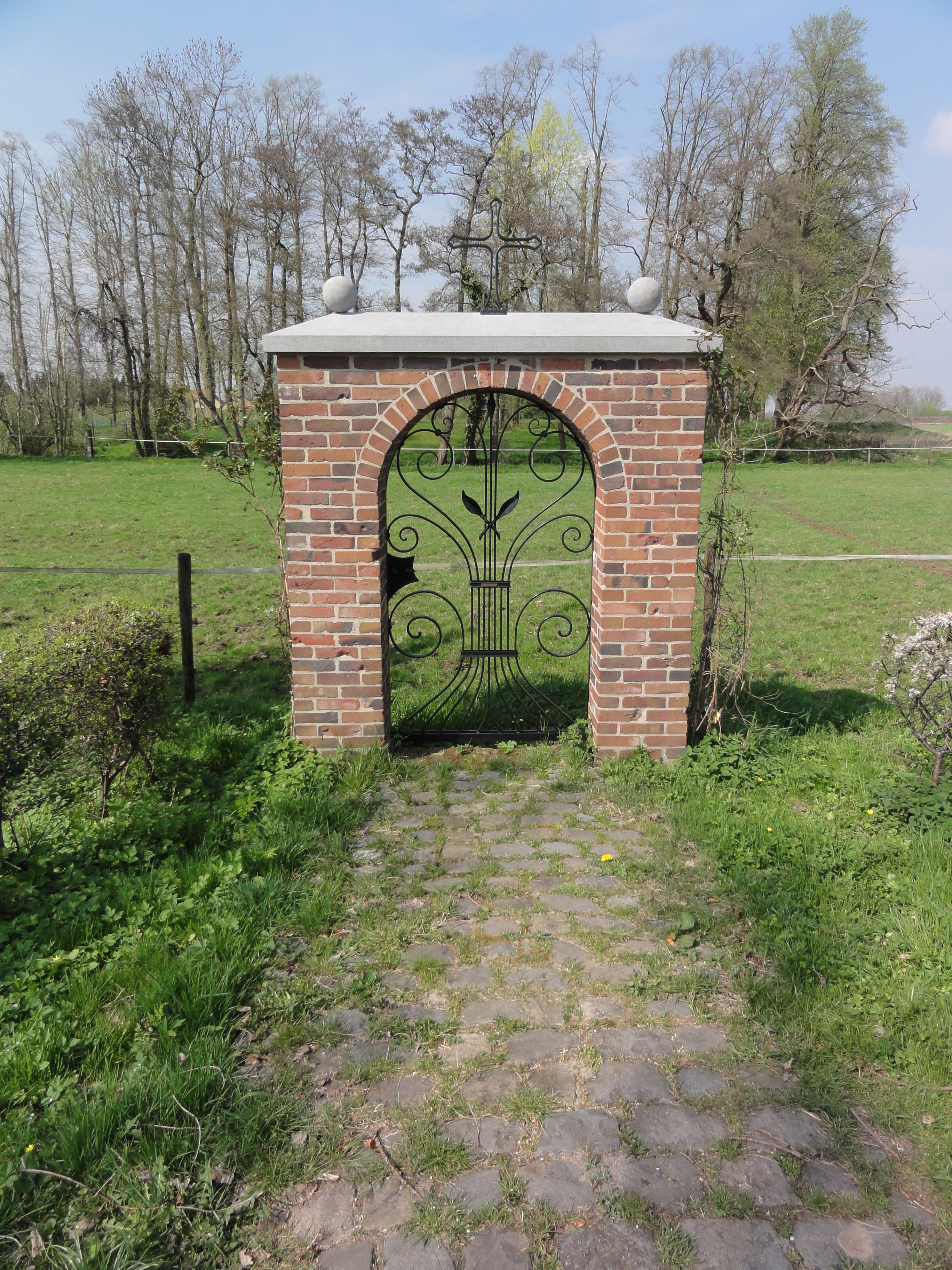
kloosterpoortje van in WO-2 verwoest klooster
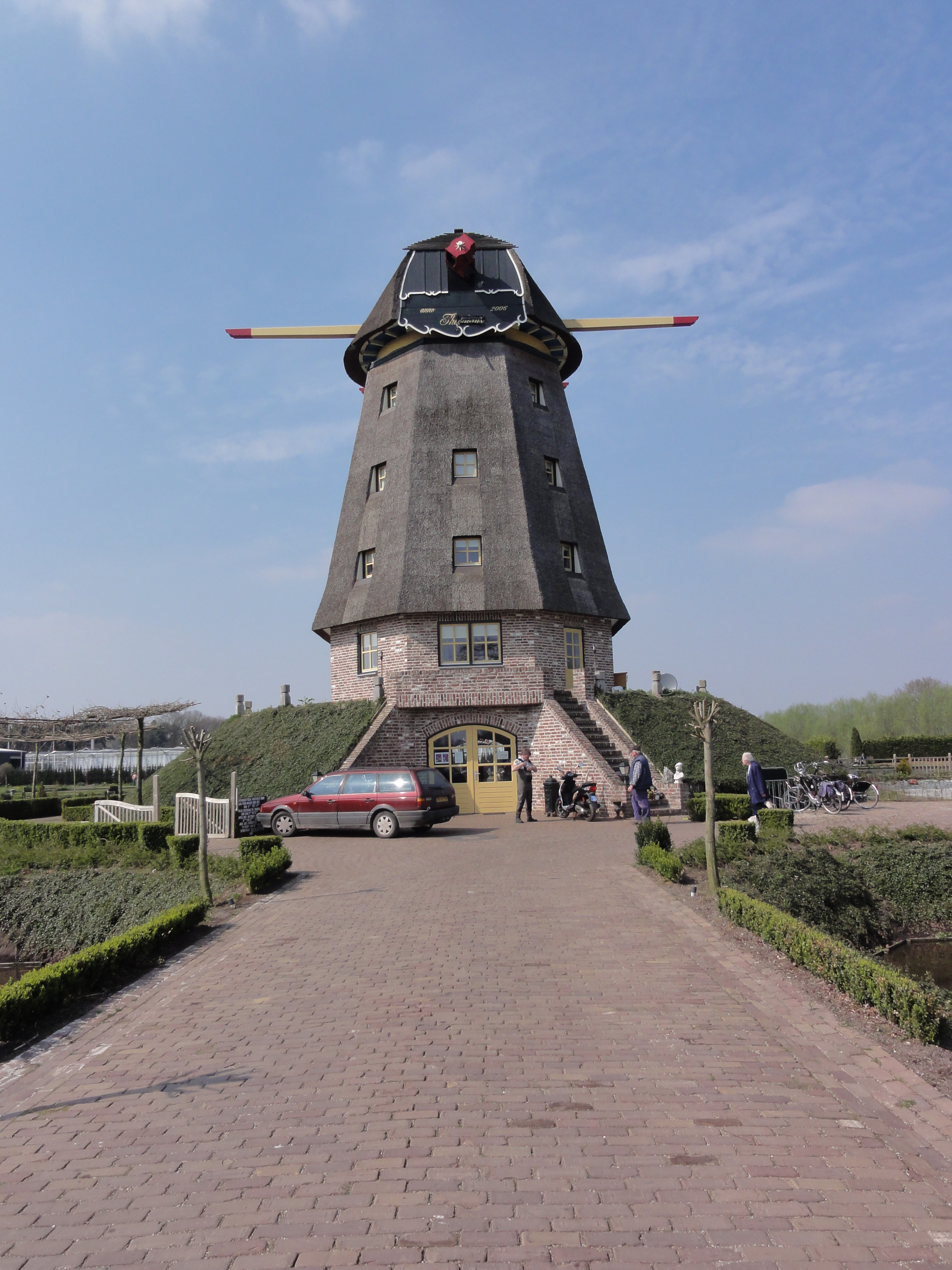
nieuw gebouwde molenromp Theodorus
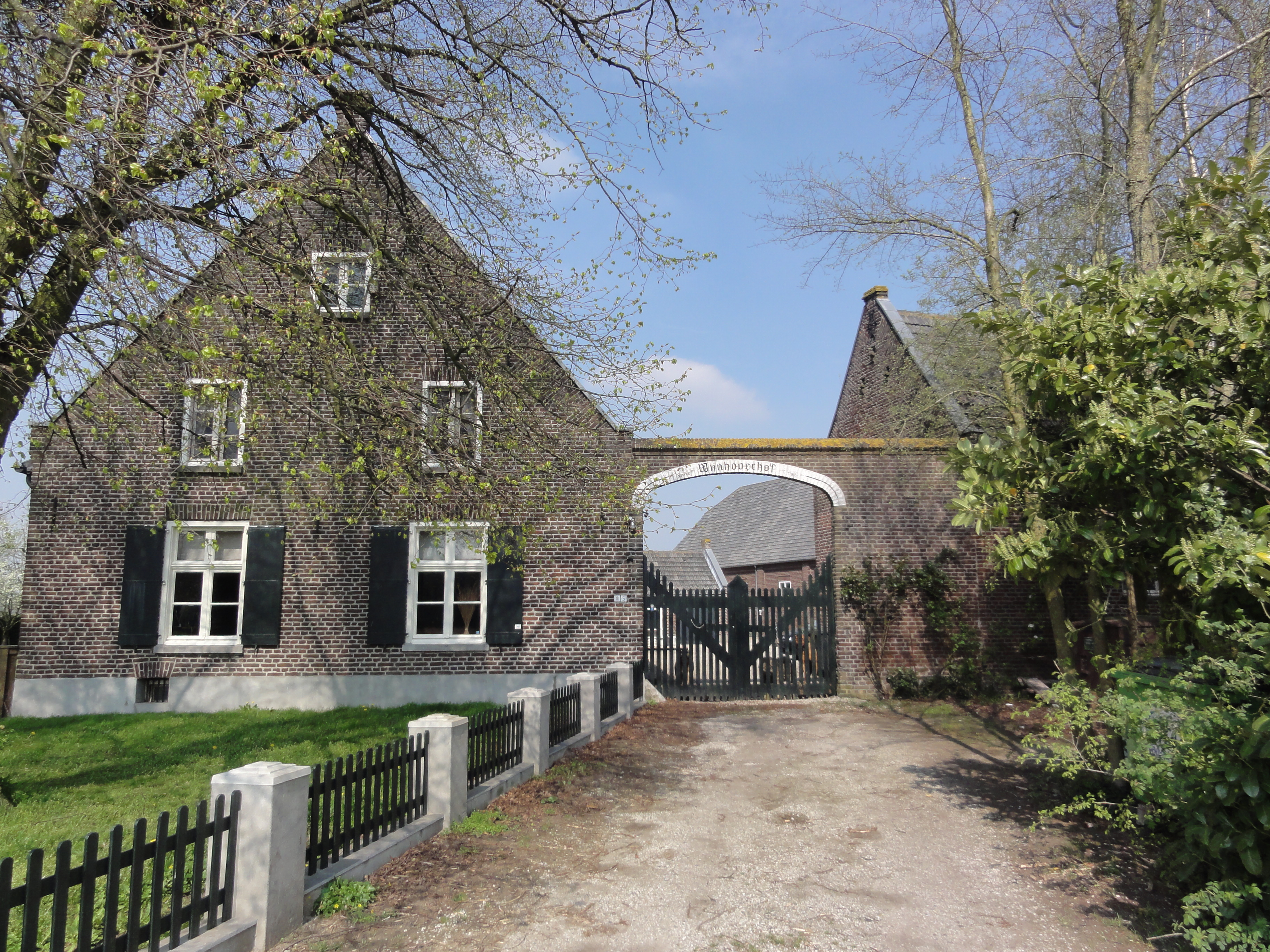
Boerderij Ooyenseweg 5
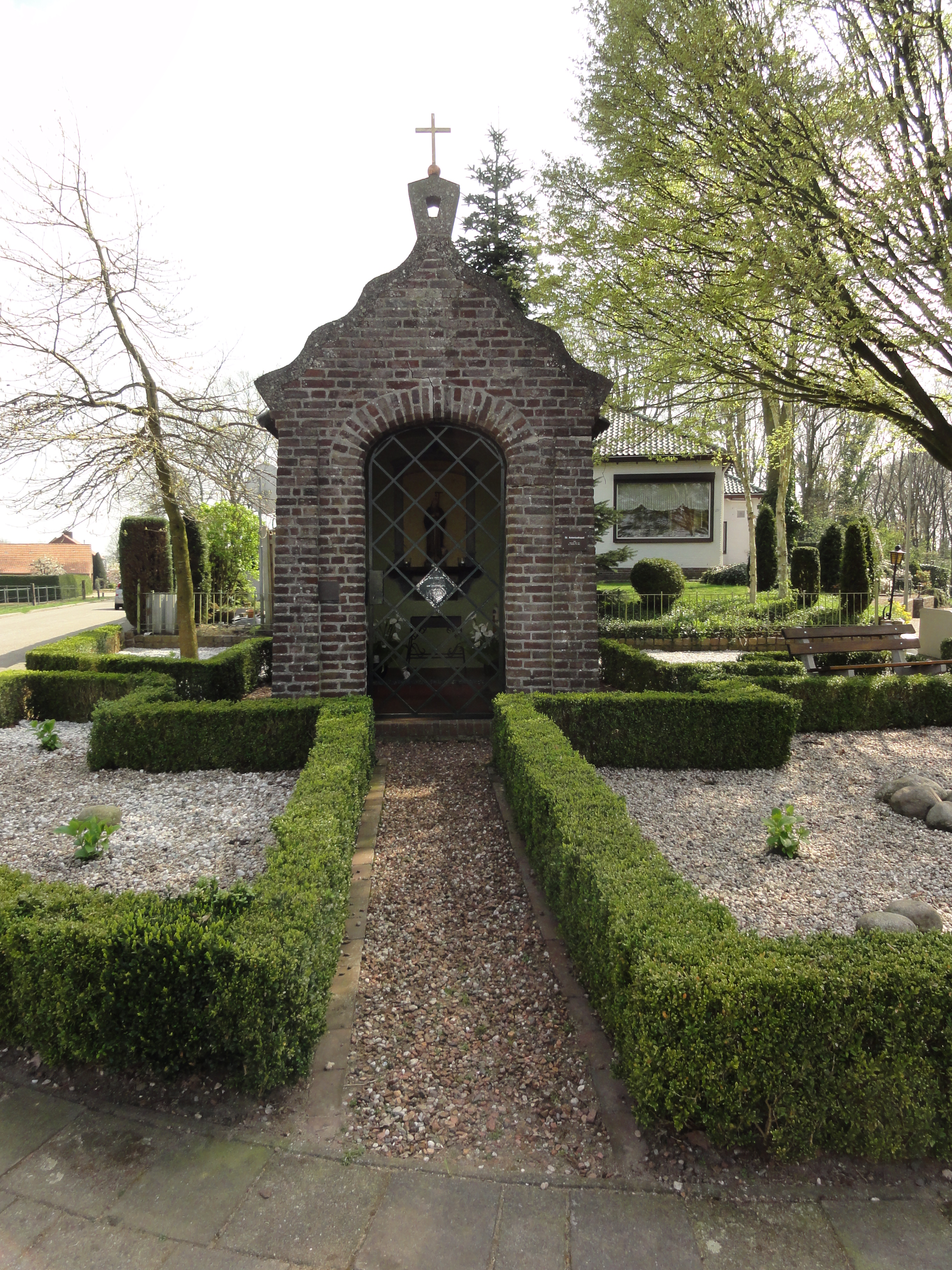
Antoniuskapelletje hoek Langstraat-Antoniusstraat
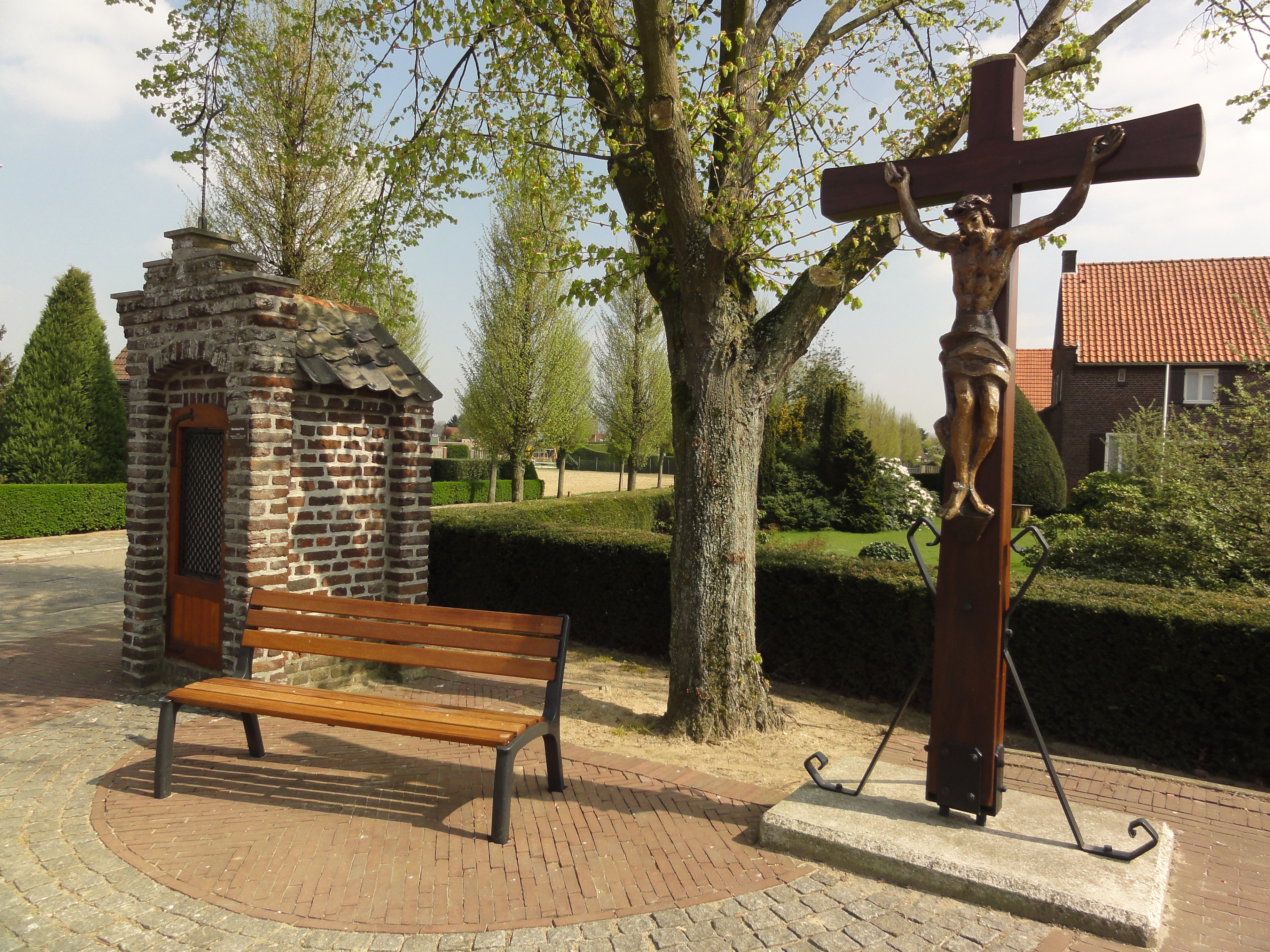
Mariakapelletje en wegkruis Oude Heereweg
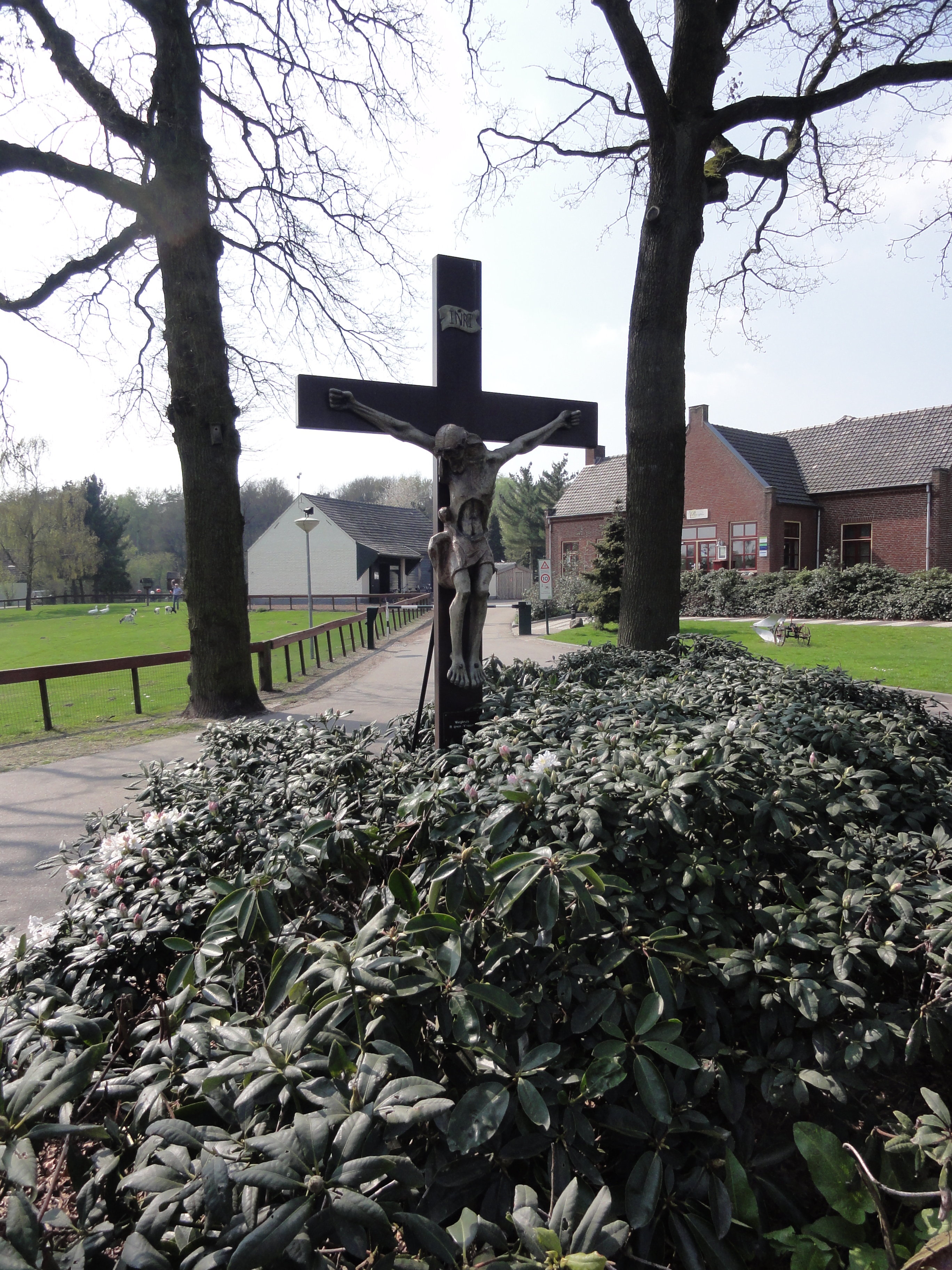
wegkruis bij Roekenbosch

## Natuur en landschap
Blitterswijck ligt nabij de linkeroever van de Maas op een hoogte van ongeveer 16 meter. Een oude Maasbedding ligt ten westen van de Maas. Hierin vindt men nog enkele plassen zoals Linkstraat en Grubbelsvijver, en kleine perceeltjes broekbos. Ten noorden en oosten hiervan liggen bosgebieden als Hooge Heide en Galgenberg, voornamelijk naald- en gemengd bos, op rivierduincomplexen.
Tussen Blitterswijck en Ooijen ligt, parallel aan de Maas, het natuurontwikkelingsgebied 't Sohr, langs een oude Maasarm.

## Recreatie
- In Blitterswijck bevindt zich vakantiebungalowpark Het Roekenbosch.
- Op het dorpsplein en in het aangelegen gemeenschapshuis vond jaarlijks het pop/rock festival Klaanpop plaats.
- Aan het dorpsplein is het gemeenschapshuis De Zaal gevestigd, waarin ook jongerencentrum OJC DIM zich bevindt.

## Nabijgelegen kernen
Wanssum, Meerlo, Swolgen, Wellerlooi